# Yevgeniy Gidich
Yevgeniy Gidich (Kokshetau, 19 de maio de 1996) é um ciclista cazaque que milita no conjunto Astana Pro Team.

## Palmarés
2016
- 1 etapa do Tour do Irão
- 2 etapas da Volta ao Lago Qinghai
- 1 etapa do Volta à Bulgária

2017
- Tour da Tailândia, mais 1 etapa
- 1 etapa da Volta ao Lago Qinghai[1]

2019
- Campeonato Asiático em Estrada
- 1 etapa da CRO Race

## Resultados nas Grandes Voltas e Campeonatos do Mundo
| Carreira           | 2015 | 2016 | 2017 | 2018 | 2019 |
| ------------------ | ---- | ---- | ---- | ---- | ---- |
| Giro d'Italia      | -    | -    | -    | -    | -    |
| Tour de France     | -    | -    | -    | -    | -    |
| Volta a Espanha    | -    | -    | -    | -    | -    |
| Mundial em Estrada | -    | -    | -    | -    | Ab.  |

-: não participa 

Ab.: abandono 